# Leónidas Gambartes
Leónidas Benigno Gambartes (Rosario, 13 de febrero de 1909 - ibíd. 2 de marzo de 1963) fue un artista argentino.
Comienza a cursar sus estudios en 1915, en el colegio Pueyrredón Nro 66, de Rosario.
Su interés por el arte comienza en 1927, siendo autodidacta. En 1928, con 19 años de edad, pinta un autorretrato.
En 1933 comienza a trabajar como dibujante cartógrafo en el Ministerio de Obras Públicas. De forma amateur comienza a dedicarse a la pintura en su tiempo libre, conformando un grupo con otros artistas como Medardo Pantoja, Domingo Garrone y Juan Grela. 
En 1934 el pintor Antonio Berni regresa al país, y junto con el grupo integrado por Gambartes funda en Rosario la Mutualidad de Estudiantes y Artistas Plásticos. Este grupo sería cerrado durante la dictadura de Uriburu.
Entre 1937 y 1942 compone la serie Cartones de Humorismo. Es en 1941 cuando realiza su primera exposición en Buenos Aires, sobre este trabajo.
En 1945 comienza una serie temática, que seguirá a lo largo de su vida, referente a las "brujas", más tarde serán "hechiceras" y "conjurantes".
En 1949 realiza una obra en cromo al yeso, denominada "Conjuro". Es con esta técnica que realizará la mayor parte de su producción artística en adelante.
En 1950 integra el grupo Litoral, del cual es creador, junto a Juan Grela, Hugo Ottman, Carlos E. Uriarte, Francisco García Carrera y Oscar Herrero Miranda.
En 1951 expone nuevamente en Buenos Aires, una obra de la serie "Payé". Volverá a exponer en 1954, en la Galería Bonino y en 1956 lo hace por primera vez en el exterior, participando de la XXVIII Bienal Internacional de Arte, en Venecia. Al año siguiente, expone en la Bienal de Arte de San Pablo.
También fue invitado a la Bienal Interamericana de Pintura y Grabado, en México, realizada en 1958. Ese mismo año recibe otros reconocimientos, como la participación en el Salón Panamericano de Porto Alegre y la Exposición Internacional de Bruselas. En esta última recibe la Medalla de Plata. Además sus obras se vieron en Perú, Río de Janeiro y Washington.
Al año siguiente, se realiza y estrena el filme "Gambartes, pintor del Litoral", bajo la dirección de Simón Feldman. Esta película fue encargada por la Comisión Nacional de Cultura.
En 1962, tras treinta años desempeñándose como cartógrafo y sufriendo un mal en la vista, recibe una pensión que le permite dedicarse de lleno a la pintura. Fallece en 1963. Fue inhumado en el Cementerio La Piedad de Rosario.